# Lotus benoistii
Lotus benoistii là một loài thực vật có hoa trong họ Đậu. Loài này được (Maire) Lassen miêu tả khoa học đầu tiên.